# 오치아이촌 (야마나시현)
오치아이촌(落合村)은 야마나시현 나카코마군에 있던 촌이다. 현재의 미나미알프스시에 해당한다.

## 역사
- 1889년 7월 1일 - 정촌제 시행에 의해 5개 촌의 구역을 가지고 성립하였다.
- 1955년 4월 1일 - 오이촌, 고메이촌, 난고촌과 합병해 고사이정이 성립하여, 동일 오치아이촌은 폐지되었다.

## 오치아이촌을 무대로 한 작품
일본 화가 가와사키 고토라(川﨑小虎, 1886년~1977년)는 오치아이촌의 풍경을 그린 《麦秋(오치아이 마을)》을 그렸다. 고토라는 1944년 오치아이촌에 피난 와서 야마나시현 내의 풍경을 많이 그렸다. '보리추(오치아이촌)'는 1948년 작품으로, 보리 수확기인 초여름의 풍경으로 황금빛으로 빛나는 보리밭의 풍경을 그린 작품이다. 멀리 산기슭에는 마을이 보이고, 앞쪽에는 농로를 달리는 자전거를 탄 인물과 소가 그려져 있다.

## 참고문헌
- 角川日本地名大辞典 19 山梨県